# Shakra
Shakra är ett heavy metal-/hårdrocksband från Schweiz.
Bandet startades under senare delen av 1990-talet, och 1998 släppte de sitt första album, Shakra. 
Från början vad bandets sångare Pete Wiedmer, men han var tvungen att lämna Shakra 2002. Mark Fox tog hans plats som sångare. År 2009 slutade Mark och bandets tredje sångare, John Prakesh, tog vid. 2014 meddelar John att han ämnar lämna bandet. I oktober 2015 släppte Shakra en ny singel, "Hello", med Mark tillbaka vid micken. Fullängdaren "High Noon" kom strax därefter. November 2017 släpps ytterligare en platta med Mark Fox vid micken - den andra efter återföreningen; "Snakes & Ladders"

## Medlemmar
Nuvarande medlemmar
- Roger Tanner – trummor (1997– )
- Thom Blunier – sologitarr (1997– )
- Thomas Muster – gitarr (1997– )
- Mark Fox – sång (2001–2009, 2015– )
- Dominik Pfister – basgitarr (2008– )

Tidigare medlemmar
- Pete Wiedmer – sång (1997–2001)
- Oli Lindner – basgitarr (1997–2008)
- Roger Badertscher – basgitarr (2008)
- John Prakesh – sång (2009–2014)

## Diskografi
Studioalbum
- 1998 – Shakra
- 1999 – Moving Force
- 2001 – Powerride
- 2003 – Rising
- 2005 – Fall
- 2007 – Infected
- 2009 – Everest
- 2011 – Back on Track
- 2013 – Powerplay
- 2016 – High Noon
- 2017 – Snakes & Ladders

Livealbum
- 2000 – The Live Side

EP
- 2000 – And Life Begins

Singlar
- 2015 – "Hello"
- 2017 – "Snakes & Ladders"

Samlingsalbum
- 2014 – 33 - The Best Of
- 2017 – Life Tales – The Ballads

Video
- 2004 – My Life My World